# Río Aljucén Bajo
Río Aljucén Bajo este o arie protejată (arie specială de conservare — SAC, sit de importanță comunitară — SCI) din Spania întinsă pe o suprafață de 426,27 ha, integral pe uscat.

## Localizare
Centrul sitului Río Aljucén Bajo este situat la coordonatele 39°00′08″N 6°22′37″W / 39.002222°N 6.376944°V.

## Înființare
Situl Río Aljucén Bajo a fost declarat sit de importanță comunitară în decembrie 1997 pentru a proteja 2 specii de plante și 38 de specii de animale. Situl a fost protejat și ca arie specială de conservare în mai 2015.

## Biodiversitate
Situată în ecoregiunea mediteraneană, aria protejată conține 5 habitate naturale: Galerii de Salix alba și de Populus alba, Lacuri eutrofice naturale cu vegetație de tip Magnopotamion sau Hydrocharition, Păduri termofile cu Fraxinus angustifolia, Dehesas cu Quercus spp. perene, Pseudostepă cu ierburi și specii anuale de Thero-Brachypodietea.
La baza desemnării sitului se află mai multe specii protejate:
- plante (2): Marsilea strigosa, Narcissus jonquilla subsp. fernandesii
- păsări (26): lăcar mare (Acrocephalus arundinaceus), lăcar-de-lac (Acrocephalus scirpaceus), pescăruș albastru (Alcedo atthis), rață mare (Anas platyrhynchos), stârc cenușiu (Ardea cinerea), stârc roșu (Ardea purpurea), barză albă (Ciconia ciconia), erete de stuf (Circus aeruginosus), erete cenușiu (Circus pygargus), egretă albă (Egretta alba), egretă mică (Egretta garzetta), Galerida theklae, pescăriță râzătoare (Gelochelidon nilotica), acvilă pitică (Hieraaetus pennatus), pescăruș negricios (Larus fuscus), pescăruș râzător (Larus ridibundus), ciocârlie de pădure (Lullula arborea), prigoare (Merops apiaster), gaia neagră (Milvus migrans), gaia roșie (Milvus milvus), stârc de noapte (Nycticorax nycticorax), cormoran mare (Phalacrocorax carbo), pitulice de munte (Phylloscopus collybita), pitulice-fluierătoare (Phylloscopus trochilus), Porphyrio porphyrio, nagâț (Vanellus vanellus)
- amfibieni (1): Discoglossus galganoi
- mamifere (1): vidră de râu (Lutra lutra)
- nevertebrate (2): Apteromantis aptera, croitorul mare al stejarului (Cerambyx cerdo)
- pești (7): Anaecypris hispanica, Cobitis paludica, Luciobarbus comizo, Pseudochondrostoma polylepis, Pseudochondrostoma willkommii, Rutilus alburnoides, Rutilus lemmingii
- reptile (1): Mauremys leprosa

Pe lângă speciile protejate, pe teritoriul sitului au mai fost identificate 4 specii de plante, 5 specii de păsări, 6 specii de amfibieni, 3 specii de mamifere, 5 specii de nevertebrate, 10 specii de pești, 8 specii de reptile.